# Haltepunkt (Werkstoffkunde)
Ein Haltepunkt bezeichnet in der Werkstoffkunde und der Metallurgie einen Punkt im Zeit-Temperatur-Diagramm, an dem die Temperatur eines Stoffes einige Zeit konstant bleibt und sich nicht ändert.
In einem System, in dem einem homogenen Stoff Wärme konstant zu- oder abgeführt wird, steigt oder fällt die Temperatur des Stoffes stetig. Bilden sich jedoch bei Änderung der Temperatur im Stoff verschiedene Phasen oder ändert sich der Aggregatzustand, wird für dies die entsprechende spezifische Wärme der Phasenumwandlung benötigt oder abgegeben. Das bewirkt, dass die stetige Temperaturänderung für einige Zeit unterbrochen wird – die Temperaturkurve flacht für einige Zeit ab. Diese Temperatur wird Haltepunkt genannt und kennzeichnet die entsprechende Umwandlung.
Die Haltepunkte werden mit dem Buchstaben A (vom französischen arrêter = anhalten) bezeichnet. Da die Haltepunkte beim Erwärmen und Abkühlen eine Hysterese zeigen, kennzeichnet man sie noch mit Indizes c (für chauffage = Erwärmen) – Ac und r (für refroidissement = Abkühlen) – Ar. Für wichtige Umwandlungen wird noch ein Zahlenindex angeführt, beispielsweise Ac1, Ar3.
Siehe auch: Eisen-Kohlenstoff-Diagramm